# Siumut Amerdlok Kunuk
S.A.K. este un club de fotbal din Groenlanda care evolueaza in Coca Cola GM.

## Palmares
- Coca Cola GM: 1
  - Campioana : 1974